# نوجه‌مهر
نوجه‌مهر(ميجمير) یکی از روستاهای استان آذربایجان شرقی است که در دهستان نوجه‌مهر بخش سیه‌رود شهرستان جلفا واقع شده‌است. براساس نتایج سرشماری سال ۱۳۸۵ روستای نوجه مهر دارای ۴۳۶ نفر جمعیت و۱۰۲ خانوار بوده‌است.

## موقعیت
مختصات جغرافیایی ۴۶ درجه و ۱۳ دقیقه طول شرقی و ۳۸ درجه و ۵۰ دقیقه عرض شمالی، در ۲۵ کیلومتری شمال شرقی شهر سیه‌رود واقع شده‌است. 
این روستا از شرق به کوه اوتای و از غرب به کوه کانتال محدود می‌شود. ارتفاع این روستا از سطح دریا در حدود ۸۰۰ متر است و اقلیمی معتدل و خشک دارد.
روستای ميجمير یکی از روستاهای قدیمی و تاریخی استان آذربایجان شرقی به‌شمار می‌آید. وجود امام‌زاده‌ای به نام امام‌زاده سید محمد آقا و یک مسجد قدیمی در روستا نشانگر قدمت و پیشینة تاریخی این روستا می‌باشد
قلمرو و حیات وحش روستا زیستگاه جانورانی همچون شغال، گرگ، روباه، خرگوش، بزکوهی، گراز و کبک می‌باشد

## موسیقی
موسیقی در این روستا جایگاه ویژه‌ای دارد. مهم‌ترین موسیقی رایج در این روستا همچون سایر روستاهای آذربایجان موسیقی عاشیقی است. عاشیقها با ساز دل‌انگیز خود انواع ترانه‌های زیبای محلی را به زبان ترکی اجرا می‌کنند که بسیار زیبا و شورانگیز است
.